# ستيفاني ثيودور
ستيفاني ثيودور (30 سبتمبر 1970 - ) (بالإنجليزية: Stephanie Theodore)‏ هي لاعبة كريكت أسترالية. شاركت مع منتخب أستراليا الوطني للكريكت. أما مع النوادي، فقد لعبت مع Victoria women's cricket team ‏.

## وصلات خارجية
- ستيفاني ثيودور على موقع إي آس بي آن كريك إنفو (الإنجليزية)